# Oxhuvud
Oxhuvud, oxehuvud eller hogshöft (via lågtyska, av engelska: hogshead, ”galthuvud”) är ett gammalt europeiskt volymmått och benämning på laggkärl med måttets rymd. Det var vanligt under 1600-talet och användes främst för västeuropeiska viner medan medelhavsviner importerades i "botas" eller båtar.
Ett oxhuvud motsvarade mellan 70 och 90 kannor eller 183 till 235 liter. Dels har det funnits regionala skillnader, dels har måttet skiftat beroende på innehållets art: en oxhuvud vin är exempelvis oftast inte samma mängd som ett oxhuvud öl. I tullaccisen 1503 motsvarande 1 oxhuvud ca 220,5 liter. Svenska Akademiens ordbok anger 245 eller 286 liter för begreppet hogshöft. Enligt American Heritage Dictionary kan volymen variera mellan 235 och 530 liter.